# Colletotrichum circinans
Colletotrichum circinans är en svampart som först beskrevs av Miles Joseph Berkeley, och fick sitt nu gällande namn av Voglino 1921. Colletotrichum circinans ingår i släktet Colletotrichum och familjen Glomerellaceae.   Inga underarter finns listade i Catalogue of Life.